# Hypericum lalandii
Hypericum lalandii är en johannesörtsväxtart som beskrevs av Jacques Denys Denis Choisy. Hypericum lalandii ingår i släktet johannesörter, och familjen johannesörtsväxter. Inga underarter finns listade i Catalogue of Life.